# Steinmühle (Nennslingen)

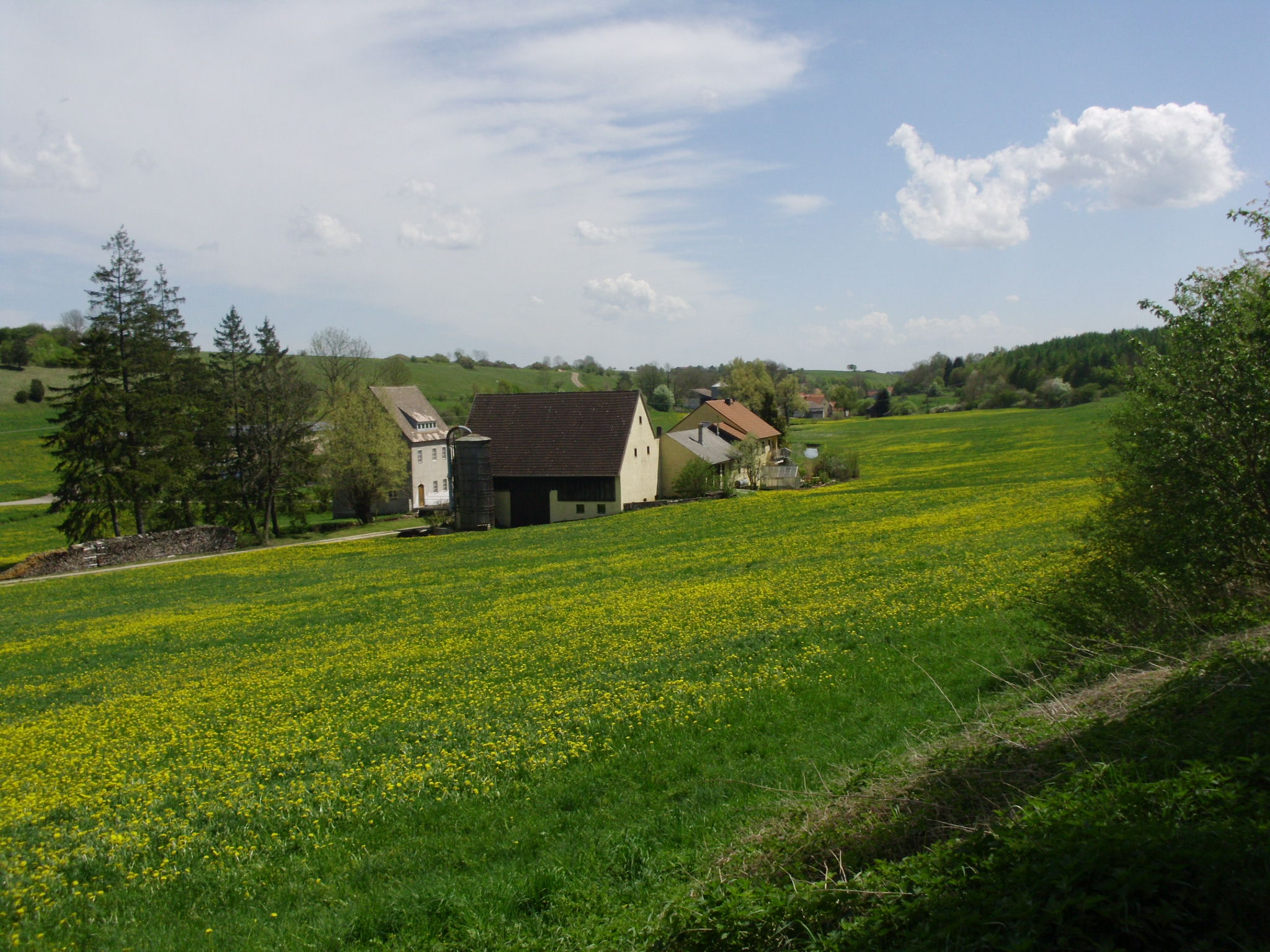
Die Steinmühle, aus Richtung Nennslingen gesehen

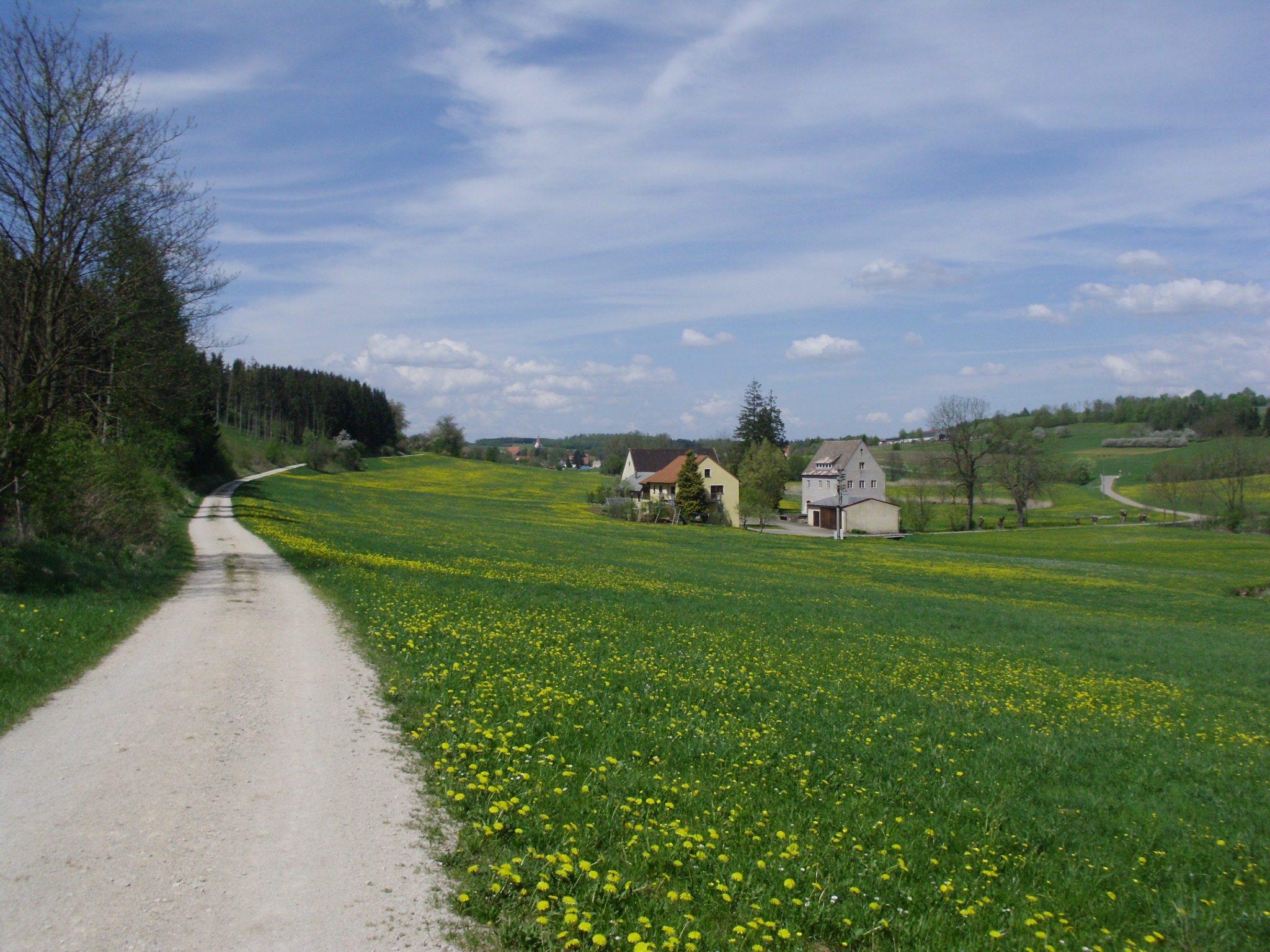
Die Steinmühle, aus Richtung Gersdorf gesehen

Steinmühle ist ein Gemeindeteil des Marktes Nennslingen im Landkreis Weißenburg-Gunzenhausen (Mittelfranken, Bayern). Steinmühle liegt in der Gemarkung Nennslingen.

## Geographie
Die Mühle liegt im Anlautertal zwischen den ebenfalls zur Gemeinde Nennslingen gehörenden Einöden Nennslinger Panzermühle und der Kohlmühle. Die Anlauter fließt hindurch. An der Steinmühle führt im Osten die Kreisstraße WUG 16 vorbei. Westlich der Anlauter und der Steinmühle verläuft der Anlautertal-Radweg in Richtung Gersdorf.

## Namensdeutung
Der Mühlename wird gedeutet als Mühle, die aus Stein gebaut war, oder die auf steinigem/felsigem Untergrund errichtet war.

## Geschichte
In einem Beleg von 1452 ist von der „Stainmühle“ die Rede. 1557 saß auf der Steinmühle ein Lienhard Stainmüller; er hatte Abgaben zu leisten an Engelhard von Ehenheim. 1574 war „Stainmüller v(on) d(er) Stainmüll“ ein Hans Mair, der dem Schloss Geyern unterstand. Bis 1600 zinste die Steinmühle ins eichstättische Amt Raitenbuch; mit dem Aussterben der Ehenheimer 1599 war sie an Brandenburg gekommen. Ein Rezess von 1607 zwischen dem Markgrafen von Brandenburg-Ansbach und dem Schenken von Geyern hatte zum Ergebnis, dass die Mühle als Freieigentum des Schenken anerkannt wurde.
Um 1678 wird die Mühle wie folgt beschrieben: „Michael Rudmann, Müller, bewohnt eine Mühle zwischen der Banzer- und Kolbenmühl gelegen, mit zwei Mahl- und einem Gerbgang, wobei eine Säg-, Korb, Stadel, Schweinstall. Keller, Backofen und Brunnen;“ neben dem Stadel lag ein „Würzgärtlein“. Das Anwesen war in die evangelisch-lutherische Pfarrei Nennslingen gepfarrt und musste dorthin den Blutzehent leisten. Ein „Herrergeld“ von 45 Kreuzern, die Fastnachtshenne, der Handlohn und das „herrschaftliche Getreide“ waren an den Amtskasten zu Geyern zu liefern.
Das Oberamt Stauf-Geyern wurde 1792 preußisch. Mit dem Ende des Heiligen Römischen Reichs kam die  Mühle mit „Nensling“ – so die amtliche Schreibweise bis 1875 – im ehemaligen Fürstentum Ansbach an das Königreich Bayern und dort ab 1809 an das Landgericht Raitenbuch und ab 1812 an das Landgericht Greding. Ein halbes Jahrhundert später stand ein erneuter Wechsel in der Verwaltungszugehörigkeit an: Zum 1. Oktober 1857 wurde die Einöde mit Nennslingen und weiteren sechs Gemeinden aus dem Landgericht Greding in das Landgericht Weißenburg umgewidmet, aus dem sich der heutige Landkreis Weißenburg-Gunzenhausen entwickelte.
Zunächst war die Steinmühle durch das königliche Reskript vom 7. August 1808, zusammen mit vier weiteren Mühlen, dem Kappelhof, Burgsalach, Pfraunfeld, Indernbuch und Nennslingen selbst dem Steuerdistrikt Nennslingen zugeteilt. Dieser wurde 1811 unter Ausschluss von Burgsalach, Pfraunfeld und Indernbuch zur Ruralgemeinde Nennslingen umgestaltet.
Infolge der großen Wirtschaftsrezession, ausgelöst durch die Napoleonischen Kriege, ging die Mühle 1823 aus dem Besitz der Familie Meyer (seit 1743) über den Vermittler Marx Löwy Lang an Johann Georg Weglehner aus Reinwarzhofen über. 1859 wurde sie erneut versteigert. Seit 1868 ist das Mühlenanwesen im Besitz der Familie Schellermann.
Seit dem 1. Mai 1978 sind die ehemals selbstständigen Gemeinden Nennslingen (mit der Steinmühle und anderen Gemeindeteilen), Biburg, Gersdorf und Wengen im Zuge der Gemeindegebietsreform im Markt Nennslingen vereinigt.

### Einwohnerentwicklung
- 1824: 8 Einwohner, 1 Anwesen[8]
- 1861: 6 Einwohner, 3 Gebäude[12]
- 1929: 6 Einwohner[13]
- 1950: 4 Einwohner, 1 Wohngebäude[14]
- 1961: 3 Einwohner, 1 Wohngebäude[15]
- 1987: 5 Einwohner, 1 Gebäude mit Wohnraum[1]